# Julius Leonhard Heubner
Julius Leonhard Heubner (* 30. Juli 1810 in Plauen; † 1. April 1894 in Mylau) war evangelischer Geistlicher und Mitglied des Reichstags des Norddeutschen Bundes.

## Leben
Heubner war der Sohn des Advokaten Johann Leonhard Heubner. Er besuchte 1823 die Landesschule zu Grimma und 1829 die Universität Leipzig, wo er 1833 sein theologisches Kandidatenexamen absolvierte. Nachdem er einige Hauslehrerstellen in Leipzig, Pöhl und Reusa versehen hatte, war er von 1835 bis 1838 Lehrer am Erziehungsinstitut zu Kloschwitz und von 1839 bis 1843 erster Landdiakon zu Plauen. 1843 wurde er evangelischer Pfarrer in Mylau, wo er neben seinem Amte drei Jahre lang die zweite geistliche Stelle mitverwaltete, um durch die Erträgnisse derselben einen Fonds zur Erbauung einer neuen Kirche zu begründen, der durch Sammlungen und Vermächtnisse binnen elf Jahren auf 11000 Taler angewachsen ist. Ferner stiftete er einen wirkenden Armenverein, eine Sonntagsschule und andere gemeinnützige Anstalten.
Ab 1867 war er Mitglied des Reichstags des Norddeutschen Bundes und des Zollparlaments für den Wahlkreis Sachsen 22 (Auerbach, Reichenbach) und die Deutsche Fortschrittspartei. Heubner war seit 1840 verheiratet mit Marie Haußner, aus Plauen.